# اسکندر چهارم
اسکندر چهارم (به یونانی: Αλέξανδρος IV)، پسر اسکندر و نوه فیلیپ مقدونی، فاتح مشهور بود و مادر او رُکسانه (روشنک) نام داشت. پس از مرگ اسکندر دو تن را به پادشاهی برداشتند: نخست آریده فیلیپ برادر اسکندر و دیگر اسکندر چهارم، این دو همواره تحت سلطهٔ سرداران بزرگ بودند.

## تولد

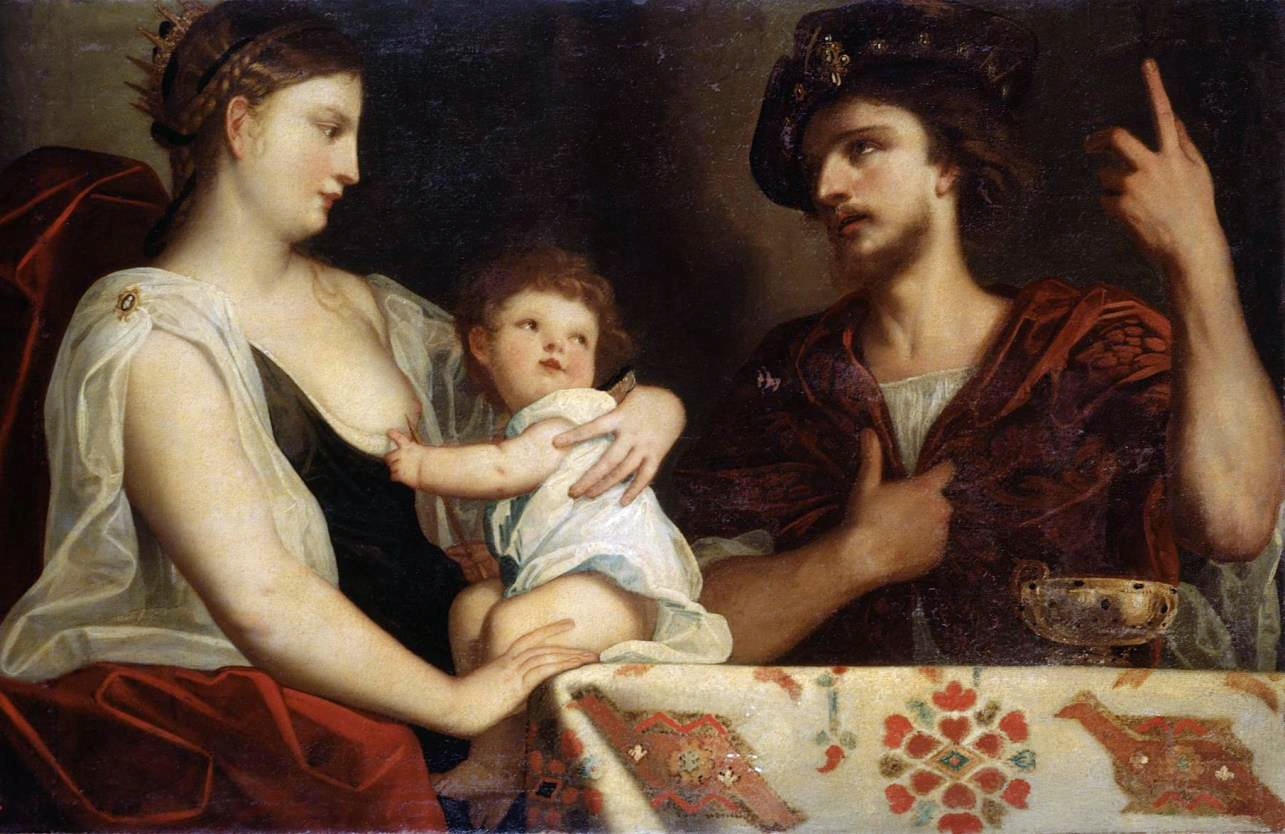
اسکندر چهارم در آغوش مادرش رکسانا

اسکندر چهارم پسر اسکندر سوم (مقدونی) و همسر وی رکسانا (سغدی) بود. او نوه فیلیپ دوم مقدونی بود. از آنجا که رکسانا هنگام فوت اسکندر بزرگ در ۱۱ ژوئن ۳۲۳ قبل از میلاد باردار بود و جنسیت نوزاد مشخص نبود، در ارتش مقدونیه اختلاف نظرهایی در مورد ترتیب جانشینی وجود داشت. در حالی که پیاده‌نظام از برادر ناتنی اسکندر بزرگ،  فیلیپ سوم حمایت می‌کرد، سردار سواران پردیکاس، فرمانده اسب سواران نخبه، آنها را ترغیب کرد به امید اینکه فرزند رکسانا پسر باشد و بدین ترتیب جناح‌ها مصالحه کردند که پردیکاس موقتاً بر امپراتوری حکمرانی کند، اما فقط به عنوان شخصیتی بدون قدرت واقعی، اگر کودک پسر بود، پس او پادشاه می‌شد. سرانجام اسکندر چهارم در اوت سال ۳۲۳ قبل از میلاد متولد شد.

## جانشینی
پس از یک دوره سخت‌گیری و اختلافات شدید، ناکامی نظامی در مصر و شورش در ارتش، پردیکاس توسط افسران ارشد خود در ماه مه یا ژوئن ۳۲۱ یا ۳۲۰ پیش از میلاد ترور شد، و پس از آن آنتیپاتر نایب‌السلطنهٔ سرتاسر امپراتوری اسکندر شد. او رکسانا و دو پادشاه را با خود به مقدونیه آورد و تظاهر به امپراتوری اسکندر را کنار گذاشت و استانهای سابق در مصر و آسیا را تحت کنترل ساتراپ‌ها درآورد. هنگامی که آنتی پاتر در سال ۳۱۹ پیش از میلاد درگذشت فرزندش کاساندر جانشین وی شد و بر تخت نشست.

## جنگ داخلی
اوری‌دیس زن اَرّیده فیلیپ در مقدونیه مورد احتراماتی بود که نسبت به مقام نیابت سلطنت مرعی داشتند؛ بنابراین همین که شنید که المپیاس در تدارک است که به مقدونیه درآید، فرستاده‌ای نزد کاساندر فرستاد و از او کمک طلبید و مقدونیهای فعال را با هدایا و مواعید به‌طرف خود جلب کرد، ولی پولیس پرخون لشکری جمع کرده المپیاس را با اسکندر پسر اسکندر به مقدونیه آورد و نزدیک بود جدالی بین لشکر پولیس پرخون و سپاه اَرّیده فیلیپ درگیرد که مقدونیهای اَرّیده به احترام نام اسکندر دست از جنگ کشیده و او را گرفته به پولیس پرخون تسلیم داشتند. اما اوری‌دیس فرار کرده به آمفی‌پولیس رفت و در آنجا توقیف شد. در نتیجهٔ این وضع المپیاس به تخت نشست ولی نتوانست این اقبال را با اعتدال و میانه‌روی تلقی و تحمل کند. المپیاس آگاه گردید که کاساندر با لشکری نیرومند به مقدونیه می‌رود، آریستونوئوس را سردار قشون پادشاهی کرده به او دستور داد راه بر کاساندر ببندد و خود، اسکندر پسر اسکندر را با مادر او رُکسانه برداشته به پیدنا که شهری بود در مقدونیه رفت، اشخاص دیگر هم از خانوادهٔ سلطنت و اقربای آنان و درباریان بسیار که وجودشان بکار جنگ نمی‌آمد، با المپیاس حرکت کردند. کاساندر موفق شد المپیاس را نابود کند و سپس خواست تخت و تاج مقدونیه را تصاحب کند و برای اینکه قرابتی با خانوادهٔ سلطنت بیابد، تِسّالونیک دختر فیلیپ دوم و خواهر اسکندر را گرفت. بعد در جلگهٔ پاِّلن شهری بنا کرد موسوم به کاساندریا، که در مقدونیه از حیث جمعیت و خوبی اراضی و غیره اول شهر گردید. پس از آن کاساندر، که از دیرگاه به قصد نابود کردن اسکندر پسر اسکندر و مادر او رکسانه بود، خواست خیال خود را اجرا کند ولی لازم دید قدری تأمل کرده ببیند کشته شدن المپیاس چه اثری در مردم می‌کند و نیز کارهای آن‌تی‌گون در آسیا به کجا می‌کشد؛ بنابراین مقتضی دید که عجالتاً اسکندر پسر اسکندر را که طفلی بود با مادرش در جایی مطمئن نگاه دارد تا موقع قتل هر دو برسد. با این مقصود او شهر آمفی‌پولیس را انتخاب کرده حاکم آن را گلوسیاس نامی از دوستان خود قرار داد. هم درین وقت اطفالی را که با اسکندر تربیت می‌شدند، از دور او پراکند و دستور داد با او چنان رفتار کنند که با طفل شخصی از سواد مردم می‌کنند. آنتی‌گون مجلسی در آسیای صغیر تشکیل داد و کاساندر را مقصر دانست، از اینکه المپیاس را کشته، با اسکندر پسر رکسانه بسیار بدرفتاری می‌کند و تسالونیک را مجبور کرده زن او شود تا تاج و تخت مقدونیه را به‌دست آرد، اُلنتیان بدترین دشمنان مقدونیه را در شهری که ساخته (مقصود شهر کاساندریاست) جا داده و شهر تِب را که مقدونیها خراب کرده بودند، از نو بنا می‌کند. این مجلس که مرکب از سربازان و مسافران خارجه بود، فرمان صادر کرد که اگر کاساندر شهرهایی را که بنا می‌کند خراب نکند و اسکندر پسر رکسانه را به مقدونی‌ها ندهد و مطیع آن‌تی‌گون که نایب‌السلطنه‌است، نگردد، دشمن وطن است و همهٔ یونانی‌ها از هر ساخلو خارجی آزادند و استقلال کامل دارند (۲۱۵ ق. م). این فرمان در همه جا انتشار یافت و مقصود آن‌تی‌گون این بود که در یونان طرفداران بسیار پیدا کند و در آسیای علیا همه را به اشتباه اندازد که او بر ضد اسکندر پسر اسکندر نیست، زیرا ولایات عقیده داشتند که آن‌تی‌گون می‌خواهد او را از سلطنت خلع کند، پس از کشمکشهای بسیار کاساندر و بطلمیوس و لیزیماک در ۳۱۱ ق.م. عهد صلحی با آن‌تی‌گون منعقد کردند و پس از آن

## مرگ

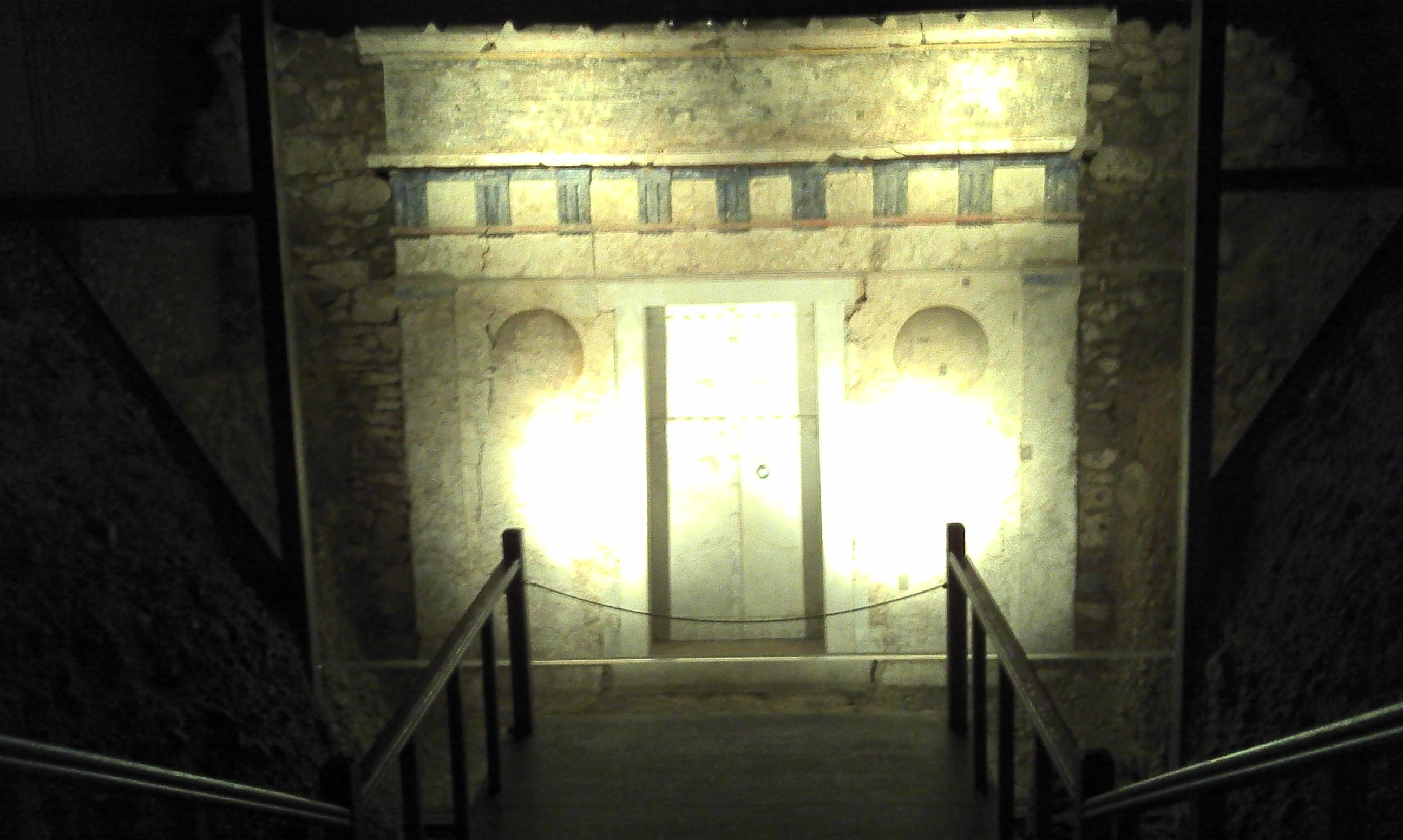
آرامگاه سوم در ورجینا که احتمالاً متعلق به اسکندر چهارم می‌باشد.

کاساندر چون دید که اسکندر پسر اسکندر، بزرگ شده و در مقدونیه گفتگو از این است که او را از محبس بیرون آورده بر تخت بنشانند، از عاقبت این کار ترسید و نابودی خود را در آن دید؛ بنابراین به گلوسیاس رئیس زندان نوشت که سر رکسانه و اسکندر را ببرد و تن آنها را پنهان دارد و چنان کند که اثری از این دو قتل نماند. این امر اجرا شد و اسکندر چهارم و مادرش رُکسانه زهر داده شدند. کاساندر و لیزیماک و بطلمیوس و آن‌تی‌گون از این واقعه خشنود شدند، زیرا آنها همواره نگران بودند که مبادا اسکندر بزرگ شده بر تخت نشیند و پادشاهی پدر را از آنها بخواهد. از این زمان افراد مذکور امیدوار شدند که بر ممالکی که در تصرف آنان بود، بی‌منازع سلطنت خواهند کرد.